# Première circonscription de Tarn-et-Garonne
La première circonscription de Tarn-et-Garonne est l'une des deux circonscriptions législatives françaises que compte le département de Tarn-et-Garonne (82) situé en région Occitanie.

## Description géographique et démographique

### De 1958 à 1986
La première circonscription de Tarn-et-Garonne  était composée de :
- canton de Caussade
- Canton de Caylus
- canton de Lafrançaise
- canton de Molières
- canton de Monclar-de-Quercy
- canton de Montauban-Est
- canton de Montauban-Ouest
- canton de Montpezat-de-Quercy
- canton de Nègrepelisse
- canton de Saint-Antonin
- canton de Villebrumier.

Source : Journal Officiel du 14-15 Octobre 1958.

### Depuis 1988
La première circonscription de Tarn-et-Garonne est délimitée par le découpage électoral de la loi no 86-1197 du 24 novembre 1986
, elle regroupe les divisions administratives suivantes : 
- canton de Caussade
- Canton de Caylus
- canton de Lafrançaise
- canton de Molières
- canton de Monclar-de-Quercy
- canton de Montauban-1
- canton de Montauban-2
- canton de Montauban-3
- canton de Montauban-4
- canton de Montpezat-de-Quercy
- canton de Nègrepelisse
- canton de Saint-Antonin-Noble-Val
- canton de Villebrumier.

D'après le recensement général de la population en 1999, réalisé par l'Institut national de la statistique et des études économiques (INSEE), la population totale de cette circonscription est estimée à 103571 habitants,.

## Historique des députations
| Législature | Début de mandat | Fin de mandat   | Député            | Parti politique | Observations |
| ----------- | --------------- | --------------- | ----------------- | --------------- | --- |
| VIIe        | 2 juillet 1981  | 1er avril 1986  | Hubert Gouze      | PS              | |
| VIIIe       | 2 avril 1986    | 14 mai 1988     | Aucun             | Aucun           | Proportionnelle par département, pas de député par circonscription. Mandat écourté à la suite d'une dissolution parlementaire décidée par François Mitterrand. |
| IXe         | 23 juin 1988    | 1er avril 1993  | Hubert Gouze,     | PS,             | |
| Xe          | 2 avril 1993    | 21 avril 1997   | Jean-Pierre Cave, | UDF,            | Mandat écourté à la suite d'une dissolution parlementaire décidée par Jacques Chirac.                                                                          |
| XIe         | 12 juin 1997    | 18 juin 2002    | Roland Garrigues, | PS,             | |
| XIIe        | 19 juin 2002    | 19 juin 2007    | Brigitte Barèges, | UMP,            | |
| XIIIe       | 20 juin 2007    | 19 juin 2012    | Brigitte Barèges, | UMP,            | |
| XIVe        | 20 juin 2012    | 20 juin 2017    | Valérie Rabault,  | PS,             | |
| XVe         | 21 juin 2017    | 21 juin 2022    | Valérie Rabault   | PS              | |
| XVIe        | 22 juin 2022    | 9 juin 2024     | Valérie Rabault   | PS              | Mandat écourté à la suite d'une dissolution parlementaire décidée par Emmanuel Macron.                                                                         |
| XVIIe       | 8 juillet 2024  | 11 juillet 2025 | Brigitte Barèges  | AD!/UDR (UXD)   | Déclarée inéligible « pour une durée d'un an » et « démissionnaire d'office » par le Conseil constitutionnel après le rejet de ses comptes de campagne,.       |

## Historique des élections

### Élections de 1958
| Candidat       | Candidat                   | Parti          | Premier tour | Premier tour | Second tour | Second tour |  |
| Candidat       | Candidat                   | Parti          | Voix         | %            | Voix        | %           |  |
| -------------- | -------------------------- | -------------- | ------------ | ------------ | ----------- | ----------- |  |
|                | Pierre de Sainte-Marie élu | UNR            | 6 543        | 16,58        | 24 513      | 63,43       |  |
|                | Adrien Laplace             | Radsoc         | 5 598        | 14,19        | 14 131      | 36,57       |  |
|                | Henri Lacaze               | MRP            | 5 493        | 13,92        | Retrait     | Retrait     |  |
|                | Henri Roques               | CNIP           | 5 491        | 13,91        | Retrait     | Retrait     |  |
|                | Pierre Juge                | PCF            | 5 278        | 13,37        | Retrait     | Retrait     |  |
|                | Michel Blanc               | SFIO           | 5 220        | 13,23        | Retrait     | Retrait     |  |
|                | Jean Soupa                 | UFF            | 2 828        | 7,17         | Retrait     | Retrait     |  |
|                | Louis Bousquet             | Modérés        | 1 610        | 4,08         |             |             |  |
|                | Maurice Berchaud           | Radsoc         | 1 401        | 3,55         |             |             |  |
|                |                            |                |              |              |             |             |  |
| Inscrits       | Inscrits                   | Inscrits       | 51 730       | 100,00       | 51 718      | 100,00      |  |
| Abstentions    | Abstentions                | Abstentions    | 10 823       | 20,92        | 11 209      | 21,67       |  |
| Votants        | Votants                    | Votants        | 40 907       | 79,08        | 40 509      | 78,33       |  |
| Blancs et nuls | Blancs et nuls             | Blancs et nuls | 1 445        | 3,53         | 1 865       | 4,6         |  |
| Exprimés       | Exprimés                   | Exprimés       | 39 462       | 96,47        | 38 644      | 95,4        |  |

Le suppléant de Pierre de Sainte-Marie était Marcel Baconnet, commerçant à Montauban.

### Élections de 1962
| Candidat       | Candidat                       | Parti          | Premier tour | Premier tour | Second tour | Second tour |  |
| Candidat       | Candidat                       | Parti          | Voix         | %            | Voix        | %           |  |
| -------------- | ------------------------------ | -------------- | ------------ | ------------ | ----------- | ----------- |  |
|                | Pierre de Sainte-Marie sortant | UNR-UDT        | 9 945        | 28,37        | 18 025      | 47,84       |  |
|                | Louis-Jean Delmas élu          | SFIO           | 8 661        | 24,71        | 19 652      | 52,16       |  |
|                | Pierre Juge                    | PCF            | 5 787        | 16,51        | Retrait     | Retrait     |  |
|                | Henri Roques                   | CNIP           | 4 881        | 13,93        | Retrait     | Retrait     |  |
|                | Henri Lacaze                   | MRP            | 4 527        | 12,92        | Retrait     | Retrait     |  |
|                | Henri Boyer                    | UFF            | 1 250        | 3,57         |             |             |  |
|                |                                |                |              |              |             |             |  |
| Inscrits       | Inscrits                       | Inscrits       | 52 179       | 100,00       | 52 148      | 100,00      |  |
| Abstentions    | Abstentions                    | Abstentions    | 15 448       | 29,61        | 12 331      | 23,65       |  |
| Votants        | Votants                        | Votants        | 36 731       | 70,39        | 39 817      | 76,35       |  |
| Blancs et nuls | Blancs et nuls                 | Blancs et nuls | 1 680        | 4,57         | 2 140       | 5,37        |  |
| Exprimés       | Exprimés                       | Exprimés       | 35 051       | 95,43        | 37 677      | 94,63       |  |

Le suppléant de Louis Delmas était Raymond Sabattier, Radical, conseiller général, maire de Saint-Nauphary.

### Élections de 1967
| Candidat       | Candidat                        | Parti                     | Premier tour | Premier tour | Second tour | Second tour |  |
| Candidat       | Candidat                        | Parti                     | Voix         | %            | Voix        | %           |  |
| -------------- | ------------------------------- | ------------------------- | ------------ | ------------ | ----------- | ----------- |  |
|                | Louis-Jean Delmas sortant réélu | SFIO (FGDS)               | 15 808       | 35,74        | 23 912      | 53,29       |  |
|                | Jean Bonhomme                   | UD-Ve                     | 14 777       | 33,41        | 20 963      | 46,71       |  |
|                | Élie Bories                     | CD (PDM)                  | 5 983        | 13,53        | Retrait     | Retrait     |  |
|                | Pierre Juge                     | PCF                       | 5 950        | 13,45        | Retrait     | Retrait     |  |
|                | Camille Bégué                   | Divers droite (Gaulliste) | 1 194        | 2,7          |             |             |  |
|                | Georges Bourrel                 | Modérés                   | 521          | 1,18         |             |             |  |
|                |                                 |                           |              |              |             |             |  |
| Inscrits       | Inscrits                        | Inscrits                  | 54 374       | 100,00       | 54 357      | 100,00      |  |
| Abstentions    | Abstentions                     | Abstentions               | 8 854        | 16,28        | 8 120       | 14,94       |  |
| Votants        | Votants                         | Votants                   | 45 520       | 83,72        | 46 237      | 85,06       |  |
| Blancs et nuls | Blancs et nuls                  | Blancs et nuls            | 1 287        | 2,83         | 1 362       | 2,95        |  |
| Exprimés       | Exprimés                        | Exprimés                  | 44 233       | 97,17        | 44 875      | 97,05       |  |

Le suppléant de Louis Delmas était Alfred Cabos, agriculteur, Présiden de la cave coopérative et maire de Mirabel.

### Élections de 1968
| Candidat       | Candidat                  | Parti          | Premier tour | Premier tour | Second tour | Second tour |  |
| Candidat       | Candidat                  | Parti          | Voix         | %            | Voix        | %           |  |
| -------------- | ------------------------- | -------------- | ------------ | ------------ | ----------- | ----------- |  |
|                | Jean Bonhomme élu         | UDR (URP)      | 21 057       | 48,45        | 24 296      | 54,74       |  |
|                | Louis-Jean Delmas sortant | SFIO (FGDS)    | 14 934       | 34,36        | 20 091      | 45,26       |  |
|                | Pierre Juge               | PCF            | 4 485        | 10,32        |             |             |  |
|                | Jean Soupa                | Modérés        | 2 383        | 5,48         |             |             |  |
|                | Georges Bourrel           | Soc.ind.       | 605          | 1,39         |             |             |  |
|                |                           |                |              |              |             |             |  |
| Inscrits       | Inscrits                  | Inscrits       | 53 553       | 100,00       | 53 540      | 100,00      |  |
| Abstentions    | Abstentions               | Abstentions    | 9 087        | 16,97        | 8 291       | 15,49       |  |
| Votants        | Votants                   | Votants        | 44 466       | 83,03        | 45 249      | 84,51       |  |
| Blancs et nuls | Blancs et nuls            | Blancs et nuls | 1 002        | 2,25         | 862         | 1,91        |  |
| Exprimés       | Exprimés                  | Exprimés       | 43 464       | 97,75        | 44 387      | 98,09       |  |

Le suppléant de Jean Bonhomme était Jean Loyer, de Montauban.

### Élections de 1973
| Candidat       | Candidat                    | Parti          | Premier tour | Premier tour | Second tour | Second tour |  |
| Candidat       | Candidat                    | Parti          | Voix         | %            | Voix        | %           |  |
| -------------- | --------------------------- | -------------- | ------------ | ------------ | ----------- | ----------- |  |
|                | Jean Bonhomme sortant réélu | UDR (URP)      | 18 218       | 39,17        | 24 132      | 50,04       |  |
|                | Louis-Jean Delmas           | PS (UGSD)      | 16 852       | 36,23        | 24 096      | 49,96       |  |
|                | Guy Catusse                 | PCF            | 5 169        | 11,11        |             |             |  |
|                | Georges-Roger Boumendil     | Rad (MR)       | 3 909        | 8,4          |             |             |  |
|                | Michel Cathala              | Divers droite  | 1 245        | 2,68         |             |             |  |
|                | Jean-Paul Nunzi             | PSU            | 1 117        | 2,4          |             |             |  |
|                |                             |                |              |              |             |             |  |
| Inscrits       | Inscrits                    | Inscrits       | 56 470       | 100,00       | 56 441      | 100,00      |  |
| Abstentions    | Abstentions                 | Abstentions    | 8 715        | 15,43        | 7 033       | 12,46       |  |
| Votants        | Votants                     | Votants        | 47 755       | 84,57        | 49 408      | 87,54       |  |
| Blancs et nuls | Blancs et nuls              | Blancs et nuls | 1 245        | 2,61         | 1 180       | 2,39        |  |
| Exprimés       | Exprimés                    | Exprimés       | 46 510       | 97,39        | 48 228      | 97,61       |  |

Le suppléant de Jean Bonhomme était Joseph Conquet, avocat à Montauban.

### Élections de 1978
| Candidat       | Candidat                    | Parti          | Premier tour | Premier tour | Second tour | Second tour |  |
| Candidat       | Candidat                    | Parti          | Voix         | %            | Voix        | %           |  |
| -------------- | --------------------------- | -------------- | ------------ | ------------ | ----------- | ----------- |  |
|                | Jean Bonhomme sortant réélu | RPR            | 25 900       | 47,9         | 30 165      | 52,56       |  |
|                | Hubert Gouze                | PS             | 16 582       | 30,67        | 27 230      | 47,44       |  |
|                | Guy Catusse                 | PCF            | 8 084        | 14,95        |             |             |  |
|                | André Cerciat               | PSU (FA)       | 918          | 1,68         |             |             |  |
|                | Georges Mattet              | Divers droite  | 742          | 1,37         |             |             |  |
|                | Serge d'Ignazio             | LO             | 652          | 1,21         |             |             |  |
|                | Jacques Maries              | FN             | 638          | 1,18         |             |             |  |
|                | Henri Nicol                 | Divers         | 562          | 1,04         |             |             |  |
|                | Claude Prat                 | LCR            | 489          | 0,9          |             |             |  |
|                |                             |                |              |              |             |             |  |
| Inscrits       | Inscrits                    | Inscrits       | 65 248       | 100,00       | 65 155      | 100,00      |  |
| Abstentions    | Abstentions                 | Abstentions    | 9 149        | 14,02        | 6 748       | 10,36       |  |
| Votants        | Votants                     | Votants        | 56 099       | 85,98        | 58 407      | 89,64       |  |
| Blancs et nuls | Blancs et nuls              | Blancs et nuls | 1 532        | 2,73         | 1 012       | 1,73        |  |
| Exprimés       | Exprimés                    | Exprimés       | 54 567       | 97,27        | 57 395      | 98,27       |  |

Le suppléant de Jean Bonhomme était José Conquet.

### Élections de 1981
| Candidat       | Candidat              | Parti          | Premier tour | Premier tour | Second tour | Second tour |  |
| Candidat       | Candidat              | Parti          | Voix         | %            | Voix        | %           |  |
| -------------- | --------------------- | -------------- | ------------ | ------------ | ----------- | ----------- |  |
|                | Jean Bonhomme sortant | RPR (UNM)      | 22 601       | 44,62        | 24 634      | 45,01       |  |
|                | Hubert Gouze élu      | PS             | 22 429       | 44,28        | 30 096      | 54,99       |  |
|                | Guy Catusse           | PCF            | 4 854        | 9,58         |             |             |  |
|                | Jacqueline Santi      | LO             | 764          | 1,51         |             |             |  |
|                |                       |                |              |              |             |             |  |
| Inscrits       | Inscrits              | Inscrits       | 67 779       | 100,00       | 67 766      | 100,00      |  |
| Abstentions    | Abstentions           | Abstentions    | 16 271       | 24,01        | 12 104      | 17,86       |  |
| Votants        | Votants               | Votants        | 51 508       | 75,99        | 55 662      | 82,14       |  |
| Blancs et nuls | Blancs et nuls        | Blancs et nuls | 860          | 1,67         | 932         | 1,67        |  |
| Exprimés       | Exprimés              | Exprimés       | 50 648       | 98,33        | 54 730      | 98,33       |  |

Le suppléant d'Hubert Gouze était Georges Saubestre, pharmacien, conseiller municipal de Caussade.

### Élections de 1988
| Candidat       | Candidat                   | Parti          | Premier tour | Premier tour | Second tour | Second tour |  |
| Candidat       | Candidat                   | Parti          | Voix         | %            | Voix        | %           |  |
| -------------- | -------------------------- | -------------- | ------------ | ------------ | ----------- | ----------- |  |
|                | Hubert Gouze sortant réélu | PS             | 23 444       | 46,35        | 28 712      | 52,63       |  |
|                | Jean Bonhomme sortant      | RPR (URC)      | 19 724       | 39           | 25 842      | 47,37       |  |
|                | Robert Boirot              | FN             | 4 454        | 8,81         |             |             |  |
|                | Joëlle Greder              | PCF            | 2 957        | 5,85         |             |             |  |
|                |                            |                |              |              |             |             |  |
| Inscrits       | Inscrits                   | Inscrits       | 71 999       | 100,00       | 71 958      | 100,00      |  |
| Abstentions    | Abstentions                | Abstentions    | 20 177       | 28,02        | 15 882      | 22,07       |  |
| Votants        | Votants                    | Votants        | 51 822       | 71,98        | 56 076      | 77,93       |  |
| Blancs et nuls | Blancs et nuls             | Blancs et nuls | 1 243        | 2,4          | 1 522       | 2,71        |  |
| Exprimés       | Exprimés                   | Exprimés       | 50 579       | 97,6         | 54 554      | 97,29       |  |

Le suppléant d'Hubert Gouze était Raymond Massip, MRG, conseiller général, maire de Montpezat-de-Quercy.

### Élections de 1993
| Candidat       | Candidat             | Parti          | Premier tour | Premier tour | Second tour | Second tour |  |
| Candidat       | Candidat             | Parti          | Voix         | %            | Voix        | %           |  |
| -------------- | -------------------- | -------------- | ------------ | ------------ | ----------- | ----------- |  |
|                | Hubert Gouze sortant | PS (ADFP)      | 12 334       | 23,81        | 22 348      | 41,73       |  |
|                | Jean-Pierre Cave élu | UDF (Rad)      | 11 780       | 22,74        | 31 204      | 58,27       |  |
|                | Adrien de Santi      | RPR            | 11 379       | 21,97        | Retrait     | Retrait     |  |
|                | Irénée Castagne      | FN             | 5 840        | 11,27        |             |             |  |
|                | Éric Chailloux       | Les Verts (EÉ) | 3 484        | 6,73         |             |             |  |
|                | Joëlle Greder        | PCF            | 2 936        | 5,67         |             |             |  |
|                | Corinne Richard      | LT-LNÉ         | 1 380        | 2,66         |             |             |  |
|                | Jean-Paul Damaggio   | SÉGA           | 915          | 1,77         |             |             |  |
|                | Jean-Claude Espinosa | LO             | 826          | 1,59         |             |             |  |
|                | Freddy Cerezo        | Divers         | 660          | 1,27         |             |             |  |
|                | Michel Hussenot      | PLN            | 266          | 0,51         |             |             |  |
|                |                      |                |              |              |             |             |  |
| Inscrits       | Inscrits             | Inscrits       | 74 233       | 100,00       | 74 221      | 100,00      |  |
| Abstentions    | Abstentions          | Abstentions    | 19 134       | 25,78        | 16 828      | 22,67       |  |
| Votants        | Votants              | Votants        | 55 099       | 74,22        | 57 393      | 77,33       |  |
| Blancs et nuls | Blancs et nuls       | Blancs et nuls | 3 299        | 5,99         | 3 841       | 6,69        |  |
| Exprimés       | Exprimés             | Exprimés       | 51 800       | 94,01        | 53 552      | 93,31       |  |

Le suppléant de Jean-Pierre Cave était Jean-Paul Albert, journaliste, conseiller général, maire de Monclar-de-Quercy.

### Élections de 1997
| Candidat       | Candidat                 | Parti          | Premier tour | Premier tour | Second tour | Second tour |  |
| Candidat       | Candidat                 | Parti          | Voix         | %            | Voix        | %           |  |
| -------------- | ------------------------ | -------------- | ------------ | ------------ | ----------- | ----------- |  |
|                | Roland Garrigues élu     | PS (PRS)       | 16 876       | 33,05        | 28 391      | 52,08       |  |
|                | Jean-Pierre Cave sortant | UDF (FD)       | 16 653       | 32,61        | 26 127      | 47,92       |  |
|                | Bernard Vincent          | FN             | 7 436        | 14,56        |             |             |  |
|                | Joëlle Greder            | PCF            | 3 388        | 6,63         |             |             |  |
|                | Philippe Debaigt         | Les Verts      | 2 488        | 4,87         |             |             |  |
|                | Huguette Burggraf        | MPF (LDI)      | 1 214        | 2,38         |             |             |  |
|                | Jean-Claude Espinosa     | LO             | 1 037        | 2,03         |             |             |  |
|                | Claude Cavaillé          | Extrême gauche | 581          | 1,14         |             |             |  |
|                | Cyril Le Maire           | US4J           | 577          | 1,13         |             |             |  |
|                | Laurence Carrara         | LCR            | 488          | 0,96         |             |             |  |
|                | Brigitte Lefèvre         | IR             | 185          | 0,36         |             |             |  |
|                | Michel Hussenot          | PLN            | 140          | 0,27         |             |             |  |
|                |                          |                |              |              |             |             |  |
| Inscrits       | Inscrits                 | Inscrits       | 74 203       | 100,00       | 74 178      | 100,00      |  |
| Abstentions    | Abstentions              | Abstentions    | 20 231       | 27,26        | 16 197      | 21,84       |  |
| Votants        | Votants                  | Votants        | 53 972       | 72,74        | 57 981      | 78,16       |  |
| Blancs et nuls | Blancs et nuls           | Blancs et nuls | 2 909        | 5,39         | 3 463       | 5,97        |  |
| Exprimés       | Exprimés                 | Exprimés       | 51 063       | 94,61        | 54 518      | 94,03       |  |

Le suppléant de Roland Garrigues était Raymond Massip, PRS, Vice-Président du Conseil général, conseiller général du canton de Montpezat-de-Quercy, maire de Montpezat-de-Quercy, directeur d'école.

### Élections de 2002
| Candidat       | Candidat                 | Parti            | Premier tour | Premier tour | Second tour | Second tour |  |
| Candidat       | Candidat                 | Parti            | Voix         | %            | Voix        | %           |  |
| -------------- | ------------------------ | ---------------- | ------------ | ------------ | ----------- | ----------- |  |
|                | Brigitte Barèges élue    | UMP              | 20 920       | 38,95        | 27 774      | 54,15       |  |
|                | Roland Garrigues sortant | PS               | 17 371       | 32,35        | 23 515      | 45,85       |  |
|                | Liliane Garcia           | FN               | 6 461        | 12,03        |             |             |  |
|                | Thierry Cabanes          | CPNT             | 1 930        | 3,59         |             |             |  |
|                | Jean-Louis Pujol         | Pôle républicain | 1 395        | 2,6          |             |             |  |
|                | Philippe Debaigt         | Les Verts        | 1 373        | 2,56         |             |             |  |
|                | Joëlle Greder            | PCF              | 1 193        | 2,22         |             |             |  |
|                | Édouard Grasso           | Extrême droite   | 650          | 1,21         |             |             |  |
|                | Simon Saddouk            | LCR              | 646          | 1,2          |             |             |  |
|                | Jean-Claude Espinosa     | LO               | 450          | 0,84         |             |             |  |
|                | Lucie Ramon              | MNR              | 449          | 0,84         |             |             |  |
|                | Marie-Christine Delbosc  | Extrême gauche   | 426          | 0,79         |             |             |  |
|                | Ghislain Loezer          | Divers           | 273          | 0,51         |             |             |  |
|                | Jean-Claude Grandin      | ND               | 166          | 0,31         |             |             |  |
|                | Stéphane Janda           | Divers           | 0            | 0            |             |             |  |
|                |                          |                  |              |              |             |             |  |
| Inscrits       | Inscrits                 | Inscrits         | 76 111       | 100,00       | 76 092      | 100,00      |  |
| Abstentions    | Abstentions              | Abstentions      | 20 979       | 27,56        | 22 216      | 29,2        |  |
| Votants        | Votants                  | Votants          | 55 132       | 72,44        | 53 876      | 70,8        |  |
| Blancs et nuls | Blancs et nuls           | Blancs et nuls   | 1 429        | 2,59         | 2 587       | 4,8         |  |
| Exprimés       | Exprimés                 | Exprimés         | 53 703       | 97,41        | 51 289      | 95,2        |  |

### Élections de 2007
| Candidat       | Candidat                         | Parti          | Premier tour | Premier tour | Second tour | Second tour |  |
| Candidat       | Candidat                         | Parti          | Voix         | %            | Voix        | %           |  |
| -------------- | -------------------------------- | -------------- | ------------ | ------------ | ----------- | ----------- |  |
|                | Brigitte Barèges sortante réélue | UMP            | 22 449       | 42,07        | 27 225      | 50,81       |  |
|                | Roland Garrigues                 | PS             | 16 635       | 31,18        | 26 359      | 49,19       |  |
|                | Jacques Larroque                 | UDF–MoDem      | 3 433        | 6,43         |             |             |  |
|                | Delphine Tantot                  | FN             | 2 281        | 4,27         |             |             |  |
|                | Annie Bonnefont                  | Les Verts      | 2 200        | 4,12         |             |             |  |
|                | Hugues Bauchy                    | PCF            | 1 595        | 2,99         |             |             |  |
|                | Robert Romanin                   | LCR            | 1 503        | 2,82         |             |             |  |
|                | Christelle Gibert                | CPNT           | 1 140        | 2,14         |             |             |  |
|                | Pierre-Alain Cumoura             | MPF            | 562          | 1,05         |             |             |  |
|                | Daniel Lacroze-Marty             | Divers         | 471          | 0,88         |             |             |  |
|                | Jean-Claude Espinosa             | LO             | 362          | 0,68         |             |             |  |
|                | Marie Sautel                     | MNR            | 310          | 0,58         |             |             |  |
|                | Geoffroy Gerdi                   | AL             | 237          | 0,44         |             |             |  |
|                | Annie Tourrenc                   | Régionaliste   | 181          | 0,34         |             |             |  |
|                |                                  |                |              |              |             |             |  |
| Inscrits       | Inscrits                         | Inscrits       | 82 035       | 100,00       | 82 026      | 100,00      |  |
| Abstentions    | Abstentions                      | Abstentions    | 27 429       | 33,44        | 26 170      | 31,9        |  |
| Votants        | Votants                          | Votants        | 54 606       | 66,56        | 55 856      | 68,1        |  |
| Blancs et nuls | Blancs et nuls                   | Blancs et nuls | 1 247        | 2,28         | 2 272       | 4,07        |  |
| Exprimés       | Exprimés                         | Exprimés       | 53 359       | 97,72        | 53 584      | 95,93       |  |

### Élections de 2012
| Candidat       | Candidat                              | Parti                         | Premier tour | Premier tour | Second tour | Second tour |  |
| Candidat       | Candidat                              | Parti                         | Voix         | %            | Voix        | %           |  |
| -------------- | ------------------------------------- | ----------------------------- | ------------ | ------------ | ----------- | ----------- |  |
|                | Valérie Rabault élue                  | PS                            | 20 657       | 38,20        | 29 270      | 54,09       |  |
|                | Brigitte Barèges sortante             | UMP                           | 17 716       | 32,76        | 24 841      | 45,91       |  |
|                | Thierry Viallon                       | FN (RBM)                      | 7 814        | 14,45        |             |             |  |
|                | Marie-Claude Bouyssi                  | Divers gauche (FG) (PCF, NPA) | 3 333        | 6,16         |             |             |  |
|                | Jean-Jacques Boyer                    | EÉLV                          | 1 512        | 2,80         |             |             |  |
|                | Thierry Faget                         | MoDem (CpF)                   | 1 071        | 1,98         |             |             |  |
|                | François Mouchard                     | Divers                        | 737          | 1,36         |             |             |  |
|                | Catherine Le Boulanger                | AÉI                           | 457          | 0,85         |             |             |  |
|                | Jean-Claude Fontayne                  | PCD                           | 361          | 0,67         |             |             |  |
|                | Richard Blanco                        | LO                            | 234          | 0,43         |             |             |  |
|                | Jean-Francois Grilhault Des Fontaines | S&P                           | 182          | 0,34         |             |             |  |
|                |                                       |                               |              |              |             |             |  |
| Inscrits       | Inscrits                              | Inscrits                      | 86 113       | 100,00       | 86 112      | 100,00      |  |
| Abstentions    | Abstentions                           | Abstentions                   | 31 095       | 36,11        | 30 067      | 34,92       |  |
| Votants        | Votants                               | Votants                       | 55 018       | 63,89        | 56 045      | 65,08       |  |
| Blancs et nuls | Blancs et nuls                        | Blancs et nuls                | 944          | 1,72         | 1 934       | 3,45        |  |
| Exprimés       | Exprimés                              | Exprimés                      | 54 074       | 98,28        | 54 111      | 96,55       |  |

### Élections de 2017
Députée sortante : Valérie Rabault (PS)
|                                                                                 |                                                                               |                           |                           |                          |                          |
|                                                                                 |                                                                               | Premier tour 11 juin 2017 | Premier tour 11 juin 2017 | Second tour 18 juin 2017 | Second tour 18 juin 2017 |
|                                                                                 |                                                                               |                           |                           |                          |                          |
|                                                                                 |                                                                               | Nombre                    | % des inscrits            | Nombre                   | % des inscrits           |
| Inscrits                                                                        | Inscrits                                                                      | 89 975                    | 100,00                    | 89 978                   | 100,00                   |
| Abstentions                                                                     | Abstentions                                                                   | 41 352                    | 45,96                     | 48 211                   | 53,58                    |
| Votants                                                                         | Votants                                                                       | 48 623                    | 54,04                     | 41 767                   | 46,42                    |
|                                                                                 |                                                                               |                           | % des votants             |                          | % des votants            |
| Bulletins blancs                                                                | Bulletins blancs                                                              | 805                       | 1,66                      | 3 428                    | 8,21                     |
| Bulletins nuls                                                                  | Bulletins nuls                                                                | 389                       | 0,80                      | 1 893                    | 4,53                     |
| Suffrages exprimés                                                              | Suffrages exprimés                                                            | 47 429                    | 97,54                     | 36 446                   | 87,26                    |
|                                                                                 |                                                                               |                           |                           |                          |                          |
| Candidat Étiquette politique (partis et alliances)                              | Candidat Étiquette politique (partis et alliances)                            | Voix                      | % des exprimés            | Voix                     | % des exprimés           |
|                                                                                 |                                                                               |                           |                           |                          |                          |
|                                                                                 | Pierre Mardegan La République en marche !                                     | 13 801                    | 29,10                     | 16 300                   | 44,72                    |
|                                                                                 | Valérie Rabault (députée sortante) Parti socialiste (Parti radical de gauche) | 8 891                     | 18,75                     | 20 146                   | 55,28                    |
|                                                                                 | Thierry Viallon Front national                                                | 8 113                     | 17,11                     |                          |                          |
|                                                                                 | Thierry Deville Les Républicains (Union des démocrates et indépendants)       | 7 480                     | 15,77                     |                          |                          |
|                                                                                 | Marie Nadal La France insoumise                                               | 5 348                     | 11,28                     |                          |                          |
|                                                                                 | Rodolphe Portoles Parti communiste français                                   | 1 155                     | 2,44                      |                          |                          |
|                                                                                 | Guillaume Arnaud Europe Écologie Les Verts                                    | 1 112                     | 2,34                      |                          |                          |
|                                                                                 | Martine Baudoz Debout la France                                               | 673                       | 1,42                      |                          |                          |
|                                                                                 | Sandy Rivière Écologiste                                                      | 298                       | 0,63                      |                          |                          |
|                                                                                 | Richard Blanco Lutte ouvrière                                                 | 293                       | 0,62                      |                          |                          |
|                                                                                 | Alexia Salgues Divers (Union populaire républicaine)                          | 265                       | 0,56                      |                          |                          |
| Source : Ministère de l'Intérieur - Première circonscription de Tarn-et-Garonne |                                                                               |                           |                           |                          |                          |

### Élections de 2022
Députée sortante : Valérie Rabault (Parti socialiste).
| Résultats des élections législatives des 12 et 19 juin 2022 de la 1re circonscription du Tarn-et-Garonne |                                       |                          |                          |              |              |             |             |
| Candidat                                                                                                 | Candidat                              | Parti et coalition       | Nuance                   | Premier tour | Premier tour | Second tour | Second tour |
| Candidat                                                                                                 | Candidat                              | Parti et coalition       | Nuance                   | Voix         | %            | Voix        | %           |
| | Valérie Rabault                       | PS (NUPES)               | NUP                      | 15 763       | 33,33        | 25 327      | 58,29       |
| | Pierre Poma                           | RN                       | RN                       | 10 610       | 22,44        | 18 121      | 41,71       |
| | Catherine Simonin                     | LREM (ENS)               | ENS                      | 8 196        | 17,33        |             |             |
| | Claude Vigouroux                      | LR (UDC)                 | LR                       | 4 378        | 9,26         |             |             |
| | Ghislain Descazeaux                   | SE                       | DVG                      | 3 774        | 7,98         |             |             |
| | Luc Francez-Charlot                   | REC                      | REC                      | 2 195        | 4,64         |             |             |
| | Dylan Perrinaud                       | RES                      | DIV                      | 872          | 1,84         |             |             |
| | Chafik Benchekroun                    | LP (UPF)                 | DSV                      | 564          | 1,19         |             |             |
| | Richard Blanco                        | LO                       | DXG                      | 555          | 1,17         |             |             |
| | Laurence Lafond                       | POID                     | DXG                      | 277          | 0,59         |             |             |
| | Jean-François Grilhault des Fontaines | SP                       | DIV                      | 103          | 0,22         |             |             |
| |                                       |                          |                          |              |              |             |             |
| Votes valides                                                                                            | Votes valides                         | Votes valides            | Votes valides            | 47 287       | 97,60        | 43 448      | 91,66       |
| Votes blancs                                                                                             | Votes blancs                          | Votes blancs             | Votes blancs             | 780          | 0,84         | 2 779       | 5,86        |
| Votes nuls                                                                                               | Votes nuls                            | Votes nuls               | Votes nuls               | 381          | 0,41         | 1 173       | 2,47        |
| Total | Total                                 | Total                    | Total                    | 48 448       | 100          | 47 400      | 100         |
| Abstention                                                                                               | Abstention                            | Abstention               | Abstention               | 44 565       | 47,91        | 45 622      | 49,04       |
| Inscrits / participation                                                                                 | Inscrits / participation              | Inscrits / participation | Inscrits / participation | 93 013       | 52,09        | 93 022      | 50,96       |

### Élections de 2024
| Candidat                 | Candidat                              | Parti et coalition       | Nuance                   | Premier tour | Premier tour | Second tour | Second tour |
| Candidat                 | Candidat                              | Parti et coalition       | Nuance                   | Voix         | %            | Voix        | %           |
| ------------------------ | ------------------------------------- | ------------------------ | ------------------------ | ------------ | ------------ | ----------- | ----------- |
|                          | Brigitte Barèges                      | RAD-RN,                  | UXD                      | 27 772       | 43,93        | 32 394      | 51,25       |
|                          | Valérie Rabault                       | PS (NFP)                 | UG                       | 23 271       | 36,81        | 30 813      | 48,75       |
|                          | Catherine Simonin-Benazet             | RE (ENS)                 | ENS                      | 9 791        | 15,49        |             |             |
|                          | Richard Blanco                        | LO                       | EXG                      | 1 178        | 1,86         |             |             |
|                          | Jean-François Grilhault des Fontaines | SP                       | DSV                      | 769          | 1,22         |             |             |
|                          | Alain Bru                             | AC (LC)                  | DIV                      | 439          | 0,69         |             |             |
| Suffrages exprimés       | Suffrages exprimés                    | Suffrages exprimés       | Suffrages exprimés       | 63 220       | 95,62        | 63 207      | 94,66       |
| Votes blancs             | Votes blancs                          | Votes blancs             | Votes blancs             | 1 991        | 3,01         | 2 457       | 3,68        |
| Votes nuls               | Votes nuls                            | Votes nuls               | Votes nuls               | 907          | 1,37         | 1 106       | 1,66        |
| Total                    | Total                                 | Total                    | Total                    | 66 118       | 100          | 66 770      | 100         |
| Abstention               | Abstention                            | Abstention               | Abstention               | 27 306       | 29,23        | 26 653      | 28,53       |
| Inscrits / participation | Inscrits / participation              | Inscrits / participation | Inscrits / participation | 93 424       | 70,77        | 93 423      | 71,47       |

### Élection partielle de 2025
Le 11 juillet 2025, le Conseil constitutionnel déclare la députée UDR Brigitte Barèges inéligible pendant un an, qui fait qu'elle est déclarée démissionnaire d'office.
L'élection partielle se tient le 5 octobre 2025 (avec un éventuel second tour le 12 de ce même mois).
| Candidat                 | Candidat                             | Parti et coalition | Premier tour | Premier tour | Premier tour | Second tour | Second tour | Second tour |  |
| Candidat                 | Candidat                             | Parti et coalition | Voix         | %            | +/-          | Voix        | %           | +/-         |  |
| ------------------------ | ------------------------------------ | ------------------ | ------------ | ------------ | ------------ | ----------- | ----------- | ----------- |  |
|                          | Richard Blanco                       | LO                 |              |              |              |             |             |             |  |
|                          | Cathie Bourdoncle                    | PS                 |              |              |              |             |             |             |  |
|                          | Pierre-Henri Carbonnel               | UDR (RN)           |              |              |              |             |             |             |  |
|                          | Jean-François Grilhaut des Fontaines | S&P                |              |              |              |             |             |             |  |
|                          | Guy Jovelin                          | PDF                |              |              | Nv.          |             |             |             |  |
|                          | Bernard Pecou                        | LR                 |              |              | Nv.          |             |             |             |  |
|                          | Pierre Schwarz                       | DEC (DNM)          |              |              | Nv.          |             |             |             |  |
|                          | Catherine Simonin-Bénazet            | RE - TdP           |              |              |              |             |             |             |  |
|                          |                                      |                    |              |              |              |             |             |             |  |
| Votes valides            |                                      |                    |              |              |              |             |             |             |  |
| Votes blancs             |                                      |                    |              |              |              |             |             |             |  |
| Votes nuls               |                                      |                    |              |              |              |             |             |             |  |
| Total                    | Total                                | Total              |              | 100          |              | 100         |             |             |  |
| Abstention               |                                      |                    |              |              |              |             |             |             |  |
| Inscrits / participation |                                      |                    |              |              |              |             |             |             |  |